# Кафула Нгоє
Кафула Нгоє (фр. Kafula Ngoie, нар. 11 листопада 1945) — заїрський футболіст, що грав на позиції півзахисника.
Виступав, зокрема, за клуб «ТП Мазембе», а також національну збірну Заїру. У складі збірної — володар Кубка африканських націй.

## Виступи за збірні
У складі національної збірної Демократичної Республіки Конго поїхав на Кубок африканських націй 1965 року у Гані, де на поле не виходив, а команда посіла останнє місце у групі.
В подальшому зіграв зі збірною на Кубках африканських націй 1972 і 1974 років, на останньому з яких, що пройшов у Єгипті, Нгоє здобув титул континентального чемпіона, зігравши у чотирьох матчах, в тому числі і у першому фіналі.
Того ж 1974 року був учасником першої в історії для збірної ДР Конго/Заїру світової першості — чемпіонату світу 1974 у ФРН. У своїй групі команда посіла останнє 4 місце, поступившись Шотландії, Бразилії та Югославії. Кафула на поле не визодив, а команда встановила антирекорд чемпіонатів світу, пропустивши 14 голів і не забивши жодного.

## Титули і досягнення
- Володар Кубка африканських націй (1):

Заїр: 1974